# Чакабуко (департамент, Чако)
Департамент Чакабуко (исп. Departamento de Chacabuco) — департамент в Аргентине в составе провинции Чако.
Территория — 1378 км². Население — 30 590 человек. Плотность населения — 22,20 чел./км².
Административный центр — Чарата.

## География
Департамент расположен на западе провинции Чако.
Департамент граничит:
- на северо-востоке — с департаментом Нуэве-де-Хулио
- на юго-востоке — с департаментом О’Хиггинс
- на юге — с департаментом Майор-Луис-Хорхе-Фонтана
- на юго-западе — с департаментом Досе-де-Октубре
- на северо-западе — c провинцией Сальта

## Административное деление
Департамент включает 1 муниципалитет:
- Чарата

## Важнейшие населенные пункты[3]
| № | Населённый пункт | Населённый пункт (исп.) | Категория | Население чел. (2010) | На карте                        |
| - | ---------------- | ----------------------- | --------- | --------------------- | ------------------------------- |
| 1 | Чарата           | Charata                 | город     | 26 497                | 27°13′02″ ю. ш. 61°11′19″ з. д. |
| 2 | Трес-Эстакас     | Tres Estacas            | поселок   | н/д                   | 26°55′14″ ю. ш. 61°37′39″ з. д. |